# Goyazana
Goyazana é um gênero de caranguejos, encontrados principalmente na Bacia amazônica, sendo mais comum nos rios e igarapés de águas barrentas, também podem ser encontrados no Equador e no Peru. E um gênero comum apenas a caranguejos de água doce. São distinguidos dos outros gêneros através do abdome que não tem fusão dos somitos.
Espécies:
- Goyazana rotundicauda (caranguejo-do-igarapé)
- Goyazana castelnaui